# Гаель Данік
Гаель Данік (фр. Gaël Danic, нар. 19 листопада 1981, Ванн) — французький футболіст, півзахисник клубу «Бастія».
Виступав, зокрема, за клуби «Ренн», «Гренобль» та «Валансьєнн».

## Ігрова кар'єра
У дорослому футболі дебютував 2000 року виступами за команду клубу «Ренн», в якій провів два сезони, взявши участь у 22 матчах чемпіонату.
Протягом 2002–2003 років захищав кольори команди клубу «Генгам».
Своєю грою за останню команду привернув увагу представників тренерського штабу клубу «Гренобль», до складу якого приєднався 2003 року. Відіграв за команду з Гренобля наступні два сезони своєї ігрової кар'єри. Більшість часу, проведеного у складі «Гренобля», був основним гравцем команди.
Згодом з 2005 по 2008 рік грав у складі команд клубів «Труа», «Лор'ян» та «Труа».
2008 року уклав контракт з клубом «Валансьєнн», у складі якого провів наступні п'ять років своєї кар'єри гравця. Граючи у складі «Валансьєнна» також здебільшого виходив на поле в основному складі команди.
До складу клубу «Ліон» приєднався 2013 року. Наразі встиг відіграти за команду з Ліона 7 матчів в національному чемпіонаті.

## Титули і досягнення
- Чемпіон Європи (U-18): 2000